# Squad Busters
Squad Busters — мобильная игра в жанре MOBA, разработанная и изданная финской компанией Supercell. Глобальный релиз состоялся 29 мая 2024 года.
Игра является кроссовером всех игр Supercell: Hay Day, Clash of Clans, Boom Beach, Clash Royale и Brawl Stars.

## Игровой процесс
В различных игровых режимах несколько игроков сражаются друг с другом на небольшой карте, одновременно собирая ресурсы (кристаллы, монеты, заклинания, сердца, ключи, ботинки с турбо) и набирая персонажей («сквадди») в свой отряд. Открытие сундуков за монеты или ключи позволяет получить новых персонажей или улучшить уже имеющихся до формы слияния или формы мега. С увеличением отряда возрастает стоимость сундуков, а со временем повышается их редкость.
По мере развития матча карта постепенно покрывается колючими зарослями, которые наносят урон отряду и уничтожают объекты (сундуки, деревья, грядки).
Перед каждым матчем случайным образом выбирается один или два модификатора, изменяющих правила и ход боя. Они могут добавлять новых монстров или объекты (например, котелки с кристаллами), изменять стоимость сундуков, влиять на принцип пополнения отряда, скорость роста колючих зарослей, а также увеличивать количество выпадаемых ресурсов (кристаллы, монеты, ботинки с турбо).
После боя игрок может открыть сундук с наградами разной редкости и размера. Количество улучшений сундука зависит от занятого места в бою. В сундуках можно найти новых персонажей и дубликаты уже имеющихся для их последующего улучшения.

### Воины
В игре представлено 39 персонажей из различных игр Supercell и франшизы «Трансформеры».
Каждый персонаж обладает определённой редкостью (обычный, редкий, эпический или герой) и принадлежит к одному из шести классов: воин, стрелок, призыватель,  целитель, снабженец и спринтер.
Доступно пять стадий улучшения персонажей: ребёнок, классика, супер, ультра и абсолют. Для повышения уровня персонажа требуется определенное количество его копий. После эволюции он получает новую способность, улучшает текущую или усиляет свой суперприём.

### Игровые режимы
Игра включает четыре режима с различными правилами: «Схватка», «Охота за кристаллами», «Парная охота» и «Лига отрядов».
- «Схватка» (англ. Showdown) — режим в жанре королевской битвы, где пять игроков сражаются друг с другом на постепенно сужающейся карте. В некоторых местах можно найти мегазелья, временно увеличивающие скорость и урон отряда. Побеждает последний оставшийся в живых отряд. Модификаторы, связанные с получением кристаллов, недоступны в данном режиме[10].
- «Охота за кристаллами» (англ. Gem Hunt) и «Парная охота» (англ. Duo Gem Hunt) — одиночный и парный режимы, в которых главная цель — сбор зелёных кристаллов. Их выбрасывает большой рудник в центре карты или уничтоженные монстры. В «Охоте за кристаллами» участвуют 10 игроков, а в «Парной охоте» — 5 команд по 2 игрока.
- «Лига отрядов» (англ. Squad League) — режим, похожий по механике на «Охоту за кристаллами», но перед боем игрок выбирает состав из 9 персонажей (по 3 обычной, редкой и эпической редкости), которых можно найти в сундуках во время матча. После боя игрок получает или теряет трофеи, влияющие на его место в рейтинге. По окончании сезона трофеи частично обнуляются, а игрок получает стильные билеты[11].

## Разработка
Первая закрытая бета-версия игры проходила 6—16 февраля 2023 года только в Канаде.
Второе бета-тестирование тоже было закрытым и проходило 22—29 мая 2023 года в Канаде, Мексике и Испании.
Третье бета-тестирование было открытым и продлилось с 23 апреля 2024 года по глобальный релиз игры 29 мая. Игра была доступна для скачивания в Канаде, Мексике, Испании, Дании, Швеции, Финляндии, Норвегии и Сингапуре, а в остальных странах имелась предварительная регистрация.